# Deserted Palace
Deserted Palace är ett musikalbum från 1972 av Jean Michel Jarre. Det var Jarres debutalbum och är uppbyggt kring experimentell elektronisk musik.

## Låtförteckning
1. Poltergeist Party (2.10)
2. Music Box Concerto (2.40)
3. Rain Forest Rap Session (1.37)
4. A Love Theme For Gargoyles (1.10)
5. Bridge of Promises (3.15)
6. Exasperated Frog (0.45)
7. Take Me To Your Leader (1.55)
8. Deserted Palace (2.10)
9. Pogo Rock (1.05)
10. Wind Swept Canyon (8.00)
11. The Abominable Snowman (0.55)
12. Iraqi Hitch Hiker (2.24)
13. Free Floating Anxiety (2.15)
14. Synthetic Jungle (1.35)
15. Bee Factory (0.55)

## Utrustning
Jarre spelade följande musikinstrument på albumet: ARP, EMS Synthi AKS, VCS 3 Synthesizer och Farfisa-orgel.